# Arcipelago di San Pietro e San Paolo
L'arcipelago di San Pietro e San Paolo (arquipélago de São Pedro e São Paulo in portoghese), precedentemente noto come scogli di San Pietro e San Paolo (penedos de São Pedro e São Paulo in portoghese), è un arcipelago, composto da 5 piccole isolette rocciose e 10 scogli, che si trova nell'Oceano Atlantico, a circa 945 chilometri a nordest di Natal, in Brasile.
Al contrario della maggior parte delle isole oceaniche, esso non è di origine vulcanica bensì è composto principalmente di peridotiti.

## Geografia

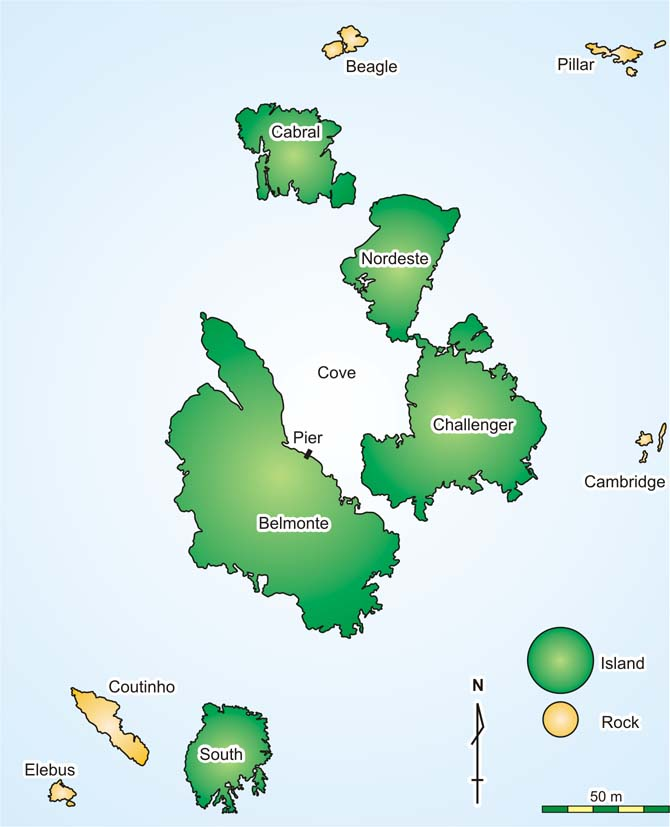
La mappa dell'Arcipelago di San Pietro e San Paolo

La terra emersa più vicina all'arcipelago di San Pietro e San Paolo è un altro arcipelago, Fernando de Noronha, che dista oltre 600 chilometri in direzione sudovest. Entrambi fanno parte dello Stato brasiliano di Pernambuco.
Il punto più elevato delle isole si trova su Rocha Sudoeste (Ilhota São Paulo), solo 17 metri sul livello del mare. Le isole costituiscono la sommità di un massiccio peridotitico (St. Peter and St. Paul's Rocks Massif), che si trova in corrispondenza della parte più occidentale dell'omonima zona di frattura oceanica (St. Paul Fracture Zone). Le isolette si estendono su di un'area che misura circa 350 metri in direzione nord-sud e 200 metri in direzione est-ovest, per un'area totale emersa di circa 15 000 metri quadrati.
Le isole maggiori sono:
- Ilha Belmonte (Sudoeste, Southwest): 5 380 m²
- Ilha Challenger (São Paulo, Sudeste, Southeast): 3 000 m²
- Ilha Nordeste (São Pedro, Northeast): 1 440 m²
- Ilhota Cabral (Noroeste, Northwest): 1 170 m²
- Ilhota Sul (South): 943 m²

## Strutture
Nel 1930 venne costruito un faro sull'isola maggiore. A poca distanza da esso si trova un rifugio per personale militare e per ricercatori.

## Biologia
Solo l'isola São Paulo, la maggiore (80 metri per 40), ha un qualche tipo di vegetazione, con muschi ed erba; le altre isole sono aride. Come fauna sull'isola si possono trovare uccelli marini (Sula leucogaster, Anous stolidus, Anous minutus), granchi (Grapsus grapsus), insetti e ragni.

## Storia
Le isolette furono scoperte casualmente il 20 aprile 1511 da una flotta portoghese di sei caravelle sotto il comando di Garcia de Noronha nel suo viaggio per l'India; durante la navigazione in mare aperto di notte, la caravella São Pedro (San Pietro) si schiantò sugli scogli. I naufraghi furono salvati dalla caravella São Paulo (San Paolo) e questo episodio diede il nome all'arcipelago.
Gli scogli apparvero per la prima volta in una carta del 1513 e in seguito, nel 1529, nella mappa mondiale del cartografo portoghese al servizio della corona spagnola Diego Ribero.
Il primo sbarco documentato sulle isolette si ebbe durante la spedizione di Bouvet du Losier nel 1738. Il mattino del 16 febbraio 1832 le isole vennero visitate da Charles Darwin nella prima parte del suo viaggio intorno al mondo sulla HMS Beagle.
Le prime foto conosciute degli scogli furono scattate nel 1902 della spedizione Scotia, nel corso del suo viaggio verso l'Antartide. Nel 1911 le isolette furono studiate dalla spedizione Filchner e nel 1921 furono visitate della spedizione Shackleton-Rowett.
Nel 1922, durante la prima traversata aerea dell'Atlantico meridionale, gli aviatori portoghesi Gago Coutinho e Sacadura Cabral effettuarono un ammaraggio nei pressi degli scogli con il loro idrovolante Lusitânia, nei pressi dell'incrociatore República della Marina Portoghese, per fare rifornimento di carburante.
Nel 1930 la nave Belmonte della Marina del Brasile approdò sull'isole e fu eretto un faro sull'isoletta Belmonte, in parte distrutto da un terremoto nel 1933; il faro esistente è stato eretto nel 1995.
All'epoca della seconda guerra mondiale la zona fu visitata da navi degli Stati Uniti e nel 1942 le isolette vennero dichiarate parte del Territorio Federale di Fernando de Noronha.
Nel 1960 gli scogli sono serviti come punto di partenza e di arrivo per la prima circumnavigazione in immersione al mondo del sottomarino nucleare statunitense USS Triton. Negli anni sessanta le isolette sono state visitate da scienziati di diversi paesi.
Fino al 1988 l'arcipelago faceva parte del Territorio Federale di Fernando de Noronha, che venne smembrato in quell'anno; da allora fa parte dello Stato del Pernambuco.
Nel 1998 la marina brasiliana ha inaugurato la Stazione Scientifica dell'Arcipelago di San Pietro e San Paolo (in portoghese: Estação Científica do Arquipélago de São Pedro e São Paulo, abbreviato con l'acronimo ECASPSP) e il Brasile occupa l'arcipelago in modo permanente.
Il 1º giugno 2009 il volo Air France 447, un Airbus A330 partito da Rio de Janeiro alla volta di Parigi, è scomparso dai radar sull'Oceano Atlantico a nord-est di Fernando de Noronha. L'aeronautica militare del Brasile ha trovato frammenti dell'aereo nei pressi dell'arcipelago di San Pietro e San Paolo.